# Lilian (basquetebolista)
Lilian Cristina Lopes Gonçalves (Sorocaba, 25 de abril de 1979) é uma jogadora brasileira de basquetebol.
Começou a praticar basquetebol aos oito anos, em uma escolinha do Clube Atlético Minercal, em Sorocaba. Aos 14 anos, foi para o BCN/Piracicaba e, aos 18, passou a jogar pelo BCN/Osasco.
Em 1999, foi convocada para a seleção brasileira que participou dos Jogos Pan-Americanos de Winnipeg. No ano seguinte, foi aos Jogos Olímpicos de Sydney, quando conquistou a medalha de bronze. Competiu nos Jogos Pan-Americanos de Santo Domingo, em 2003, e ganhou a medalha de bronze.
É formada em educação física com pós-graduação em Treinamento em Alto Rendimento, na Universidade Federal de São Paulo.

## Clubes em que jogou[1]
- Minercal/Sorocaba (SP)
- BCN/Osasco (SP)
- Arcor/Santo André (SP)
- Automóvel Clube/Campos (RJ)
- Americana (SP)
- Ourinhos (SP)

## Principais resultados

### Pela seleção[1]
Jogos Olímpicos
- medalha de bronze em Sydney (Austrália - 2000) - não jogou

Copa América – Pré-Mundial Adulto
- vice-campeã em Santo Domingo (República Dominicana - 2005) - 20pts/5 jogos

Jogos Pan-Americanos
- 4º lugar em Winnipeg (Canadá - 1999) - 22 pontos em 6 jogos

.*medalha de bronze em Santo Domingo (República Dominicana - 2003) - 46 pontos em 7 jogos
Campeonato Sul-Americano Adulto
- campeã (Peru – 2001) - 33 pontos em 5 jogos
- campeã (Equador – 2003) - 84 pontos em 6 jogos
- campeã (Colômbia – 2005) - 56 pontos em 6 jogos
- campeã (Paraguai - 2006) - 33 pontos em pts/5 jogos

### Pelos clubes[1]
Campeonato Nacional
- campeã (Americana - 2003 e Ourinhos - 2005 e 2006)
- vice-campeã (Americana - 2004)

Campeonato Paulista Adulto
- campeã (BCN/Osasco – 1997 e 1998, Americana - 2003 e Ourinhos – 2005)
- vice-campeã (Americana - 2004)